# Johan Wilhelm Walldén
Johan Wilhelm Walldén, född den 8 juli 1863 i Wallstorp, Barkeryds socken, Jönköpings län, död den 1 september 1926 i Jönköping, var en svensk missionär som verkade inom Svenska Missionsförbundets (SMF) kongomission i Nedre Kongo (Bas-Congo) i dåvarande Fristaten Kongo.

## Biografi
Walldén arbetade som skomakare i sin tidiga ungdom. Han studerade på missionsskolan i Vinslöf åren 1884–1886 och verkade därefter en tid som predikant i Skånes missionssällskaps tjänst. Läsåret 1887–1888 studerade han vid  missionsavdelningen i missionsskolan i Kristinehamn och avskildes till missionär den 22 juni 1888. Efter en tids vistelse vid missionsinstitutet Harley House i London reste han den 26 april 1889 till Kongo. 
Walldén återkom till hemlandet den 24 maj 1893 och reste för andra gången till Kongo den 31 augusti 1894. Han återvände den 9 oktober 1897 och reste tillbaka en tredje gång den 6 oktober 1899. Efter sin återkomst till Sverige den 24 oktober 1902 anställdes han som distriktsföreståndare i Svenska Missionsförbundets 8:de distrikt, en tjänst han innehade fram till 1926.
Under sin tid i Kongo verkade han vid missionsstationerna i Mukimbungu, Nganda och Kinkenge. Han samlade in mer än  300 föremål som donerades till Göteborgs Etnografiska museum 1910.

## Familj
J. W. Walldén gifte sig den 26 augusti 1891 med missionären Johanna Charlotta Söderholm (1863-1941).